# Stilpnochlora marginoides
Stilpnochlora marginoides är en insektsart som beskrevs av Emsley 1970. Stilpnochlora marginoides ingår i släktet Stilpnochlora och familjen vårtbitare. Inga underarter finns listade i Catalogue of Life.